# پزوی مند ناسیونال آرژانتین
پزوی مند ناسیونال آرژانتین (به انگلیسی: Argentine peso moneda nacional) (به زبان بومی: peso moneda nacional argentino) با کد ایزوی ARM، یکای پول رایج در کشور آرژانتین است. مسئولیت کنترل این واحد پولی برعهدهٔ بانک مرکزی جمهوری آرژانتین قرار دارد.